# Mexikanisches Aguti
Das Mexikanische Aguti (Dasyprocta mexicana) ist ein im Süden Mexikos vorkommendes Nagetier aus der Gattung der Agutis (Dasyprocta).

## Merkmale
Mit einer Gesamtlänge von 515 bis 560 mm, inklusive eines 20 bis 30 mm langen Schwanzes und mit einem Gewicht von 2 bis 5 kg gleicht die Art in der Größe anderen Gattungsvertretern. Sie hat 116 bis 127 mm lange Hinterfüße und 35 bis 47 mm lange Ohren. Der kurze Schwanz des Mexikanischen Agutis ist fast vollständig im Fell versteckt. An den langen Hinterfüßen sind drei Zehen vorhanden. Kennzeichnend für die Art ist das dunkelbraune bis schwarze Fell der Oberseite, das dunkler als beim Mittelamerikanischen Aguti (Dasyprocta punctata) ist. Die dunklen Haare besitzen jedoch kurze weiße Spitzen. Auf der Unterseite kommt helleres braunes Fell vor, das am Hals fast weiß sein kann.

## Verbreitung

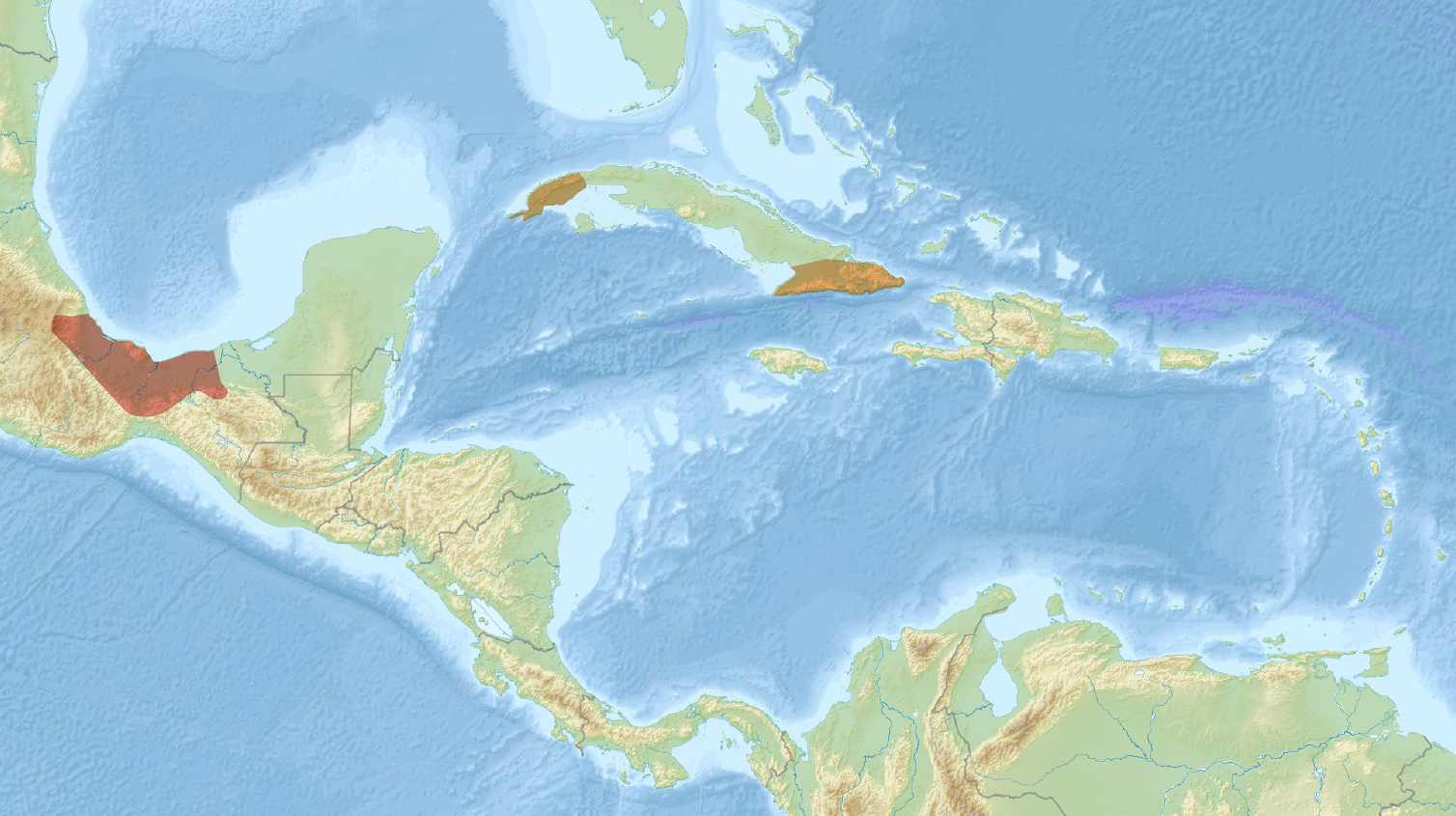
Verbreitungsgebiet des Mexikanischen Agutis, rot = ursprünglich, orange = eingeführt

Das Verbreitungsgebiet liegt in zentralen Bereichen des Bundesstaates Veracruz und im Osten Oaxacas. Zwei weitere Populationen im Westen und Osten Kubas wurden von Menschen angesiedelt. Das Mexikanische Aguti lebt im Flachland bis 500 Meter Höhe. Es hält sich vorwiegend in immergrünen Wäldern auf und besucht gelegentlich angrenzende Landschaften.

## Lebensweise
Wie bei anderen Agutis sind die Exemplare hauptsächlich tagaktiv und bodenbewohnend. Sie leben meist allein oder als Paar und legen ihren Bau in oder unter morschen umgestürzten Bäumen oder zwischen Wurzeln an. Der Bau besteht aus einem 3 bis 5 Meter langen Tunnel mit einem Durchmesser von 10 bis 25 Zentimeter, der 30 bis 100 Zentimeter unter der Oberfläche liegt. Wenn ein Mexikanisches Aguti auf dem Weg gestört wird, verharrt es kurz reglos und rennt dann zum nächsten Versteck. Dabei erzeugen die aneinanderreibenden borstigen Haare des Rumpfes ein markantes Geräusch.
Die Nahrung besteht aus Pflanzensamen und aus Früchten, wie Spondias mombin (Sumachgewächse) und Früchten des Brotnussbaums. Bei Weibchen kommt in der Trockenzeit zwischen Januar und Mai ein Wurf mit ein oder zwei Nachkommen vor. Die Neugeborenen sind weit entwickelt und können schon nach kurzer Zeit laufen. Das Mexikanische Aguti wird von mittelgroßen Raubtieren wie dem Ozelot gejagt.

## Systematik
Das Mexikanische Agouti wird als eigenständige Art innerhalb der Agutis (Dasyprocta) eingeordnet, die aus dreizehn anerkannten Arten besteht. Die wissenschaftliche Erstbeschreibung der Art stammt von dem französischen Zoologen Henri de Saussure aus dem Jahr 1860, der sie anhand von Individuen aus Mexiko, wahrscheinlich aus Veracruz, beschrieb.
Innerhalb der Art werden keine Unterarten unterschieden.

## Gefährdung
Viele Exemplare, die sich von angebautem Mais ernähren, werden von Bauern getötet. Die größte Bedrohung für den Bestand sind jedoch Landschaftsveränderungen. Laut Einschätzung der IUCN nahm das geeignete Habitat zwischen den 1960er Jahren und den 2000er Jahren um fast 90 Prozent ab. Die Abnahme der Gesamtpopulation zwischen 1998 und 2008 wurde auf 80 Prozent geschätzt. Deshalb wird das Mexikanische Aguti als „vom Aussterben bedroht“ (critically endangered) gelistet.